# British Home Championship 1951/52
Die British Home Championship 1951/52 war die 57. Auflage des im Round-Robin-System ausgetragenen Fußballwettbewerbs zwischen den vier britischen Nationalmannschaften von England, Nordirland (bis 1949/50 Irland), Schottland und Wales.
| Pl.                                       | Nationalmannschaft | Sp. | S | U | N | Tore    | Punkte |
| ----------------------------------------- | ------------------ | --- | - | - | - | ------- | ------ |
| 1.                                        | Wales              | 3   | 2 | 1 | 0 | 005:100 | 05:10  |
| 2.                                        | England            | 3   | 2 | 1 | 0 | 005:200 | 05:10  |
| 3.                                        | Schottland         | 3   | 1 | 0 | 2 | 004:300 | 02:40  |
| 4.                                        | Nordirland         | 3   | 0 | 0 | 3 | 000:800 | 0:60   |
| Wales und England teilten sich den Titel. |                    |     |   |   |   |         |        |

|                                              |   |            |           |
| 6. Oktober 1951 in Belfast (Windsor Park)    |   |            |           |
| Nordirland                                   | – | Schottland | 0:3 (0:2) |
| 20. Oktober 1951 in Cardiff (Ninian Park)    |   |            |           |
| Wales                                        | – | England    | 1:1 (1:1) |
| 14. November 1951 in Birmingham (Villa Park) |   |            |           |
| England                                      | – | Nordirland | 2:0 (1:0) |
| 14. November 1951 in Glasgow (Hampden Park)  |   |            |           |
| Schottland                                   | – | Wales      | 0:1 (0:0) |
| 19. März 1952 in Swansea (Vetch Field)       |   |            |           |
| Wales                                        | – | Nordirland | 3:0 (0:0) |
| 5. April 1952 in Glasgow (Hampden Park)      |   |            |           |
| Schottland                                   | – | England    | 1:2 (0:2) |